# Münzenberg 50 (Quedlinburg)

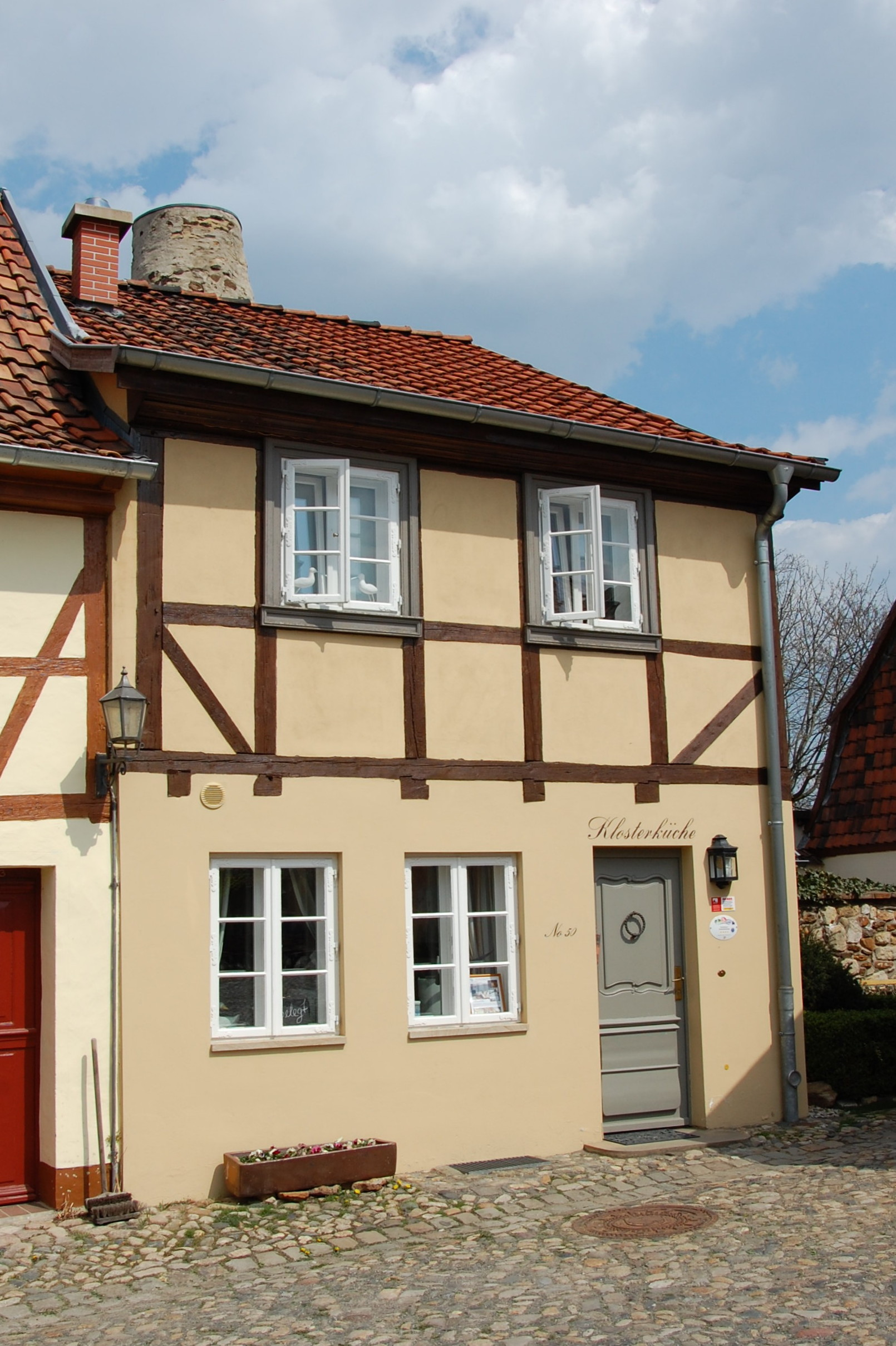
Haus Münzenberg 50, Über dem Dach ist die Esse des Kamins erkennbar

Das Haus Münzenberg 50 ist ein Gebäude in der Stadt Quedlinburg in Sachsen-Anhalt. Im Haus befindet sich der denkmalgeschützte mittelalterliche Kamin der ehemaligen Klosterbäckerei.

## Lage
Es befindet sich im denkmalgeschützten Stadtviertel Münzenberg westlich der historischen Quedlinburger Altstadt. Das Haus gehört zum UNESCO-Weltkulturerbe. Der Kamin ist im Quedlinburger Denkmalverzeichnis eingetragen.

## Architektur und Geschichte
Der Kamin gilt als kulturhistorisch wichtiges Zeugnis und erinnert an das klösterliche Wirtschaftsleben während des Mittelalters auf dem Münzenberg. Darüber hinaus ist er, von bestimmten Blickrichtungen, eine markante Landmarke, die das Erscheinungsbild des Münzenbergs prägt.